# 좀비 영화
좀비 영화는 영화 장르 중 하나이다. 좀비는 대개 살아있는 시체 또는 바이러스에 감염된 인간으로 묘사되는 가상의 생물로, 일반적으로 사람을 먹는 존재로 묘사된다. 좀비 영화는 일반적으로 공포 장르로 분류되지만, 일부는 액션, 코미디, SF, 스릴러, 로맨스 등 다른 장르에 걸쳐 있기도 하다. 좀비 코미디와 좀비 아포칼립스 등 다른 서브 장르도 만들어졌다.

## 역사
빅터 할페린의 《화이트 좀비》는 1932년에 개봉되어 최초의 좀비 영화로 자주 인용된다. 1930년대 후반과 1940년대에 《나는 좀비와 함께 걸었다》 (1943)를 비롯한 많은 좀비 영화가 제작되었다.